# Lista de países da América do Sul por PIB (PPC)

Esta é a lista de países e territórios da América do Sul por Produto Interno Bruto (PIB) em Paridade do poder de compra (PPC). Os valores são estimativas para 2025
segundo o Fundo Monetário Internacional (Venezuela) e World Economics em 2024 (Paraguai e Uruguai) e 2025 (demais países) . As Ilhas Geórgia do Sul e Sandwich do Sul não têm população residente. Para as Ilhas Falklands, o PIB por PPC foi obtido da página oficial de Falklands.gov.fk e data de 2022; para a Guiana Francesa, os dados são de 2022 e foram obtidos na OCDE. A população estimada em 2024 segundo o Fundo Monetário Internacional.
| Rank | País ou Território                     | P.I.B. (ppc) milhões US | Renda per capita | População 2024 | Área km2   | Ano  | Ref.  |
| ---- | -------------------------------------- | ----------------------- | ---------------- | -------------- | ---------- | ---- | ----- |
| __   | América do Sul                         | 11 686 836              | 26 615           | 439 110 541    | 17 837 285 |      |       |
| 1    | Brasil                                 | 5 600 030               | 26 252           | 213 320 000    | 8 515 767  | 2025 | [ 3 ] |
| 2    | Argentina                              | 1 801 340               | 37 812           | 47 640 000     | 2 780 400  | 2025 | [ 3 ] |
| 3    | Colômbia                               | 1 327 080               | 24 987           | 53 110 000     | 1 141 748  | 2025 | [ 3 ] |
| 4    | Peru                                   | 857 840                 | 24 930           | 34 410 000     | 1 285 216  | 2025 | [ 3 ] |
| 5    | Chile                                  | 741 980                 | 36 714           | 20 210 000     | 756 102    | 2025 | [ 3 ] |
| 6    | Equador                                | 367 720                 | 20 276           | 18 136 000     | 276 841    | 2025 | [ 3 ] |
| 7    | Venezuela                              | 233 183                 | 8 740            | 26 680 000     | 916 445    | 2025 | [ 1 ] |
| 8    | Bolívia                                | 217 250                 | 17 450           | 12 450 000     | 1 098 581  | 2025 | [ 3 ] |
| 9    | Paraguai                               | 192 914                 | 24 860           | 7 760 000      | 406 752    | 2024 | [ 2 ] |
| 10   | Uruguai                                | 171 168                 | 47 679           | 3 590 000      | 181 034    | 2024 | [ 2 ] |
| 11   | Guiana                                 | 151 130                 | 181 647          | 832 000        | 214 969    | 2025 | [ 3 ] |
| 12   | Suriname                               | 17 685                  | 26 795           | 660 000        | 163 820    | 2025 | [ 3 ] |
| 13   | Guiana Francesa                        | 7 133                   | 23 083           | 309 000        | 83 534     | 2022 | [ 5 ] |
| 14   | Ilhas Malvinas                         | 384                     | 106 724          | 3 600          | 12 173     | 2022 | [ 4 ] |
| 15   | Ilhas Geórgia do Sul e Sandwich do Sul | 0                       | 0                | 0              | 3 903      |      |       |